# Zenata (Algérie)
Pour les articles homonymes, voir Zenata.
Zenata, en arabe : زناتة, est une commune de la wilaya de Tlemcen en Algérie.

## Géographie

### Situation
Le territoire de la commune de Zenata est situé au nord de la wilaya de Tlemcen. Son chef-lieu est situé à environ 16 km à vol d'oiseau au nord-ouest de Tlemcen. Son nom vient de la grande confédértion berbère zénète.
| Beni Ouarsous | Remchi      | Remchi               |
| Fellaoucene   | Zenata      | Hennaya              |
| Ouled Riyah   | Ouled Riyah | Hennaya, Beni Mester |

### Transport
L'aéroport international de Tlemcen est situé au nord de la commune de Zenata, à 22 km au nord-ouest de la ville de Tlemcen.

### Localités de la commune
En 1984, la commune de Zenata est constituée à partir des localités suivantes :
- Zenata
- Aéroport
- Lehouareche
- Oued Zitoun

## Démographie
Selon le recensement général de la population et de l'habitat de 2008, la population de la commune de Zenata est évaluée à 3 890 habitants contre 3 190 en 1998, c'est l'une des communes les moins peuplées de la wilaya de Tlemcen.